# Sekhathor
Sekhathor est une déesse de la mythologie égyptienne essentiellement nourricière. Elle est souvent associée à Hésat (hypostase).
Sekhator est la divinité principale d'Imaou. Son époux ou père est Padinebetimaou.

## Étymologie
Sekhator signifie « celle qui se souvient d'Horus » : Sḫȝt (elle) - ḥwt (maison) - ḥr (Horus), ce qui en fait la force allaitante d'Hathor (ḥwt - ḥr),.